# Scytaliopsis ghardagensis
Scytaliopsis ghardagensis är en korallart som beskrevs av Johann Ludwig Christian Gravenhorst. Scytaliopsis ghardagensis ingår i släktet Scytaliopsis och familjen Virgulariidae.
Artens utbredningsområde är Röda havet. Inga underarter finns listade i Catalogue of Life.